# Аамон

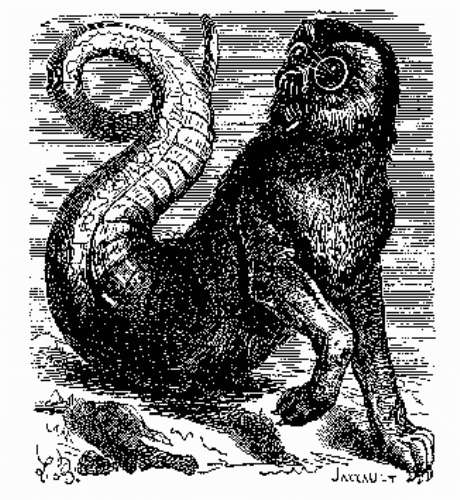
Аамон. З книги Коллена де Плансі «Пекельний словник», 1863

Аамон, також Амон або Наум (Nahum) — сьомий дух в Ґоетії. У демонології маркіз (воєвода) пекла, який керує сорока пекельними легіонами.

## Походження імені
Ім'я Аамон або Амон походить від імені бога Амона або Баал-Хаммона. Наум означає той, хто спонукає до завзяття.

## Опис

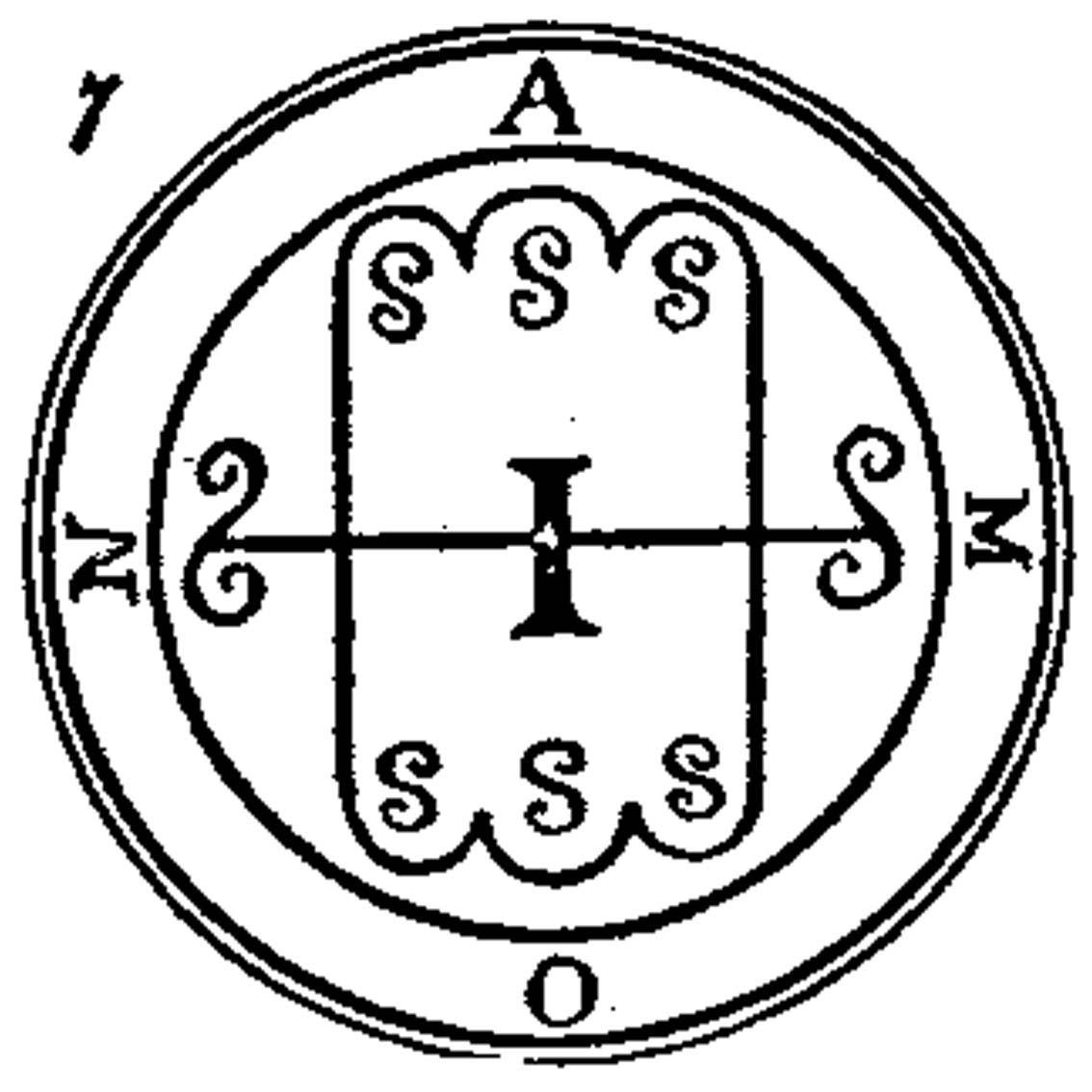
Сиґіл Аамона

За давніми уявленнями, Аамона описували як вовка з хвостом у вигляді змії, що вивергав вогонь зі своєї пащі. За наказом мага приймає образ людини з головою крука або, за іншими джерелами, сови із собачими зубами.
У демонології Аамона згадують як одного з демонічних князів і помічників Астарота. За іншими відомостями, він командує першим легіоном пекла і є одним з трьох духів, які безпосередньо підпорядковуються великому генералу Сатанашіа. Демонологи пов'язували демона з давньоєгипетським богом Амоном або карфагенським богом Баал-Хаммоном.
Знає все про минулі й майбутні події.